# Vogelmoor
Das Vogelmoor, auch Koleitz genannt, ist ein Naturschutzgebiet in der Gemeinde Barwedel in der Samtgemeinde Boldecker Land im Landkreis Gifhorn.

## Allgemeines
Das Naturschutzgebiet mit dem Kennzeichen NSG BR 026 ist 133,5 Hektar groß. Es ist zu einem großen Teil gleichzeitig als FFH-Gebiet „Vogelmoor“ ausgewiesen. Nach Norden und Nordwesten grenzt es an das Naturschutzgebiet „Erweiterungsflächen Vogelmoor“. Das Gebiet steht seit dem 16. Januar 1974 unter Naturschutz (zunächst 129 Hektar). Zuständige untere Naturschutzbehörde ist der Landkreis Gifhorn.

## Beschreibung

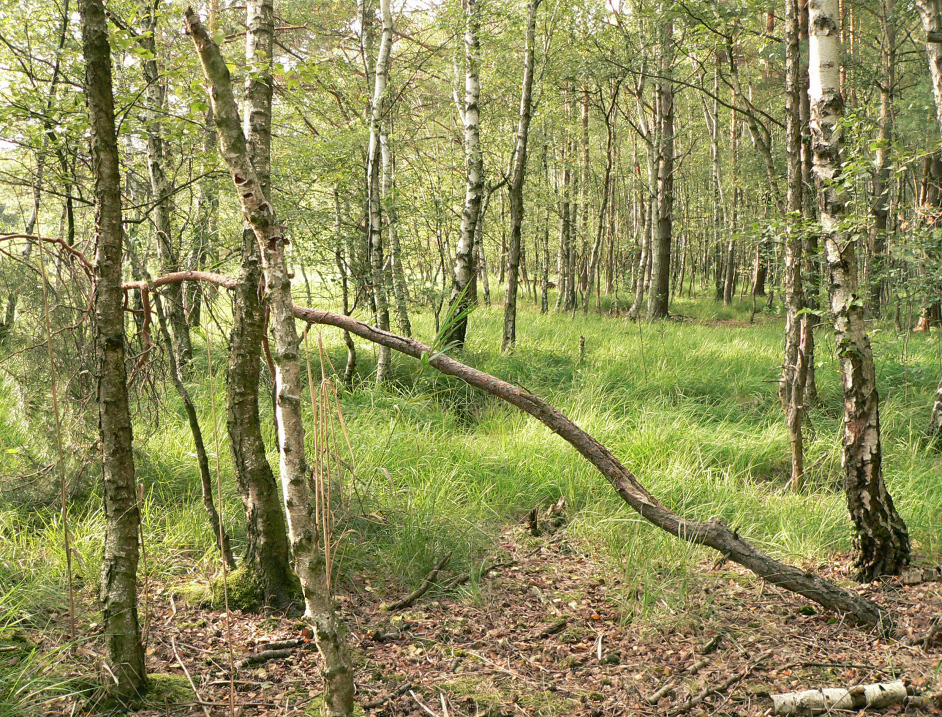
Birkenbruchwald

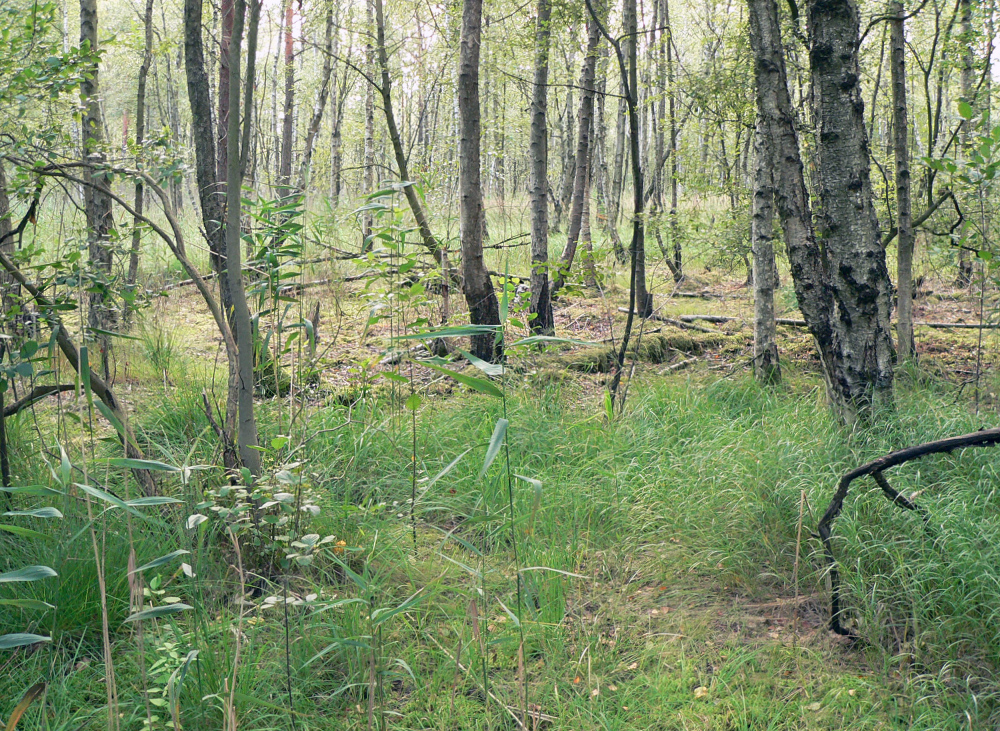
Birkenbruchwald

Das Naturschutzgebiet liegt zwischen Barwedel und Ehra-Lessien in der Talsenke einer Grundmoräne, in der sich nach der Weichsel-Kaltzeit ein großflächiges Nieder- und Hochmoorgebiet gebildet hat. Das Moor wurde über Jahrhunderte landwirtschaftlich und zur Torfgewinnung genutzt. Ab dem Ende des 19. Jahrhunderts wurde es großflächig entwässert und durch Torfabbau stark verändert. Es entstand ein Biotopmosaik mit Moor- und Bruchwäldern, Torfstichgewässern, Schwingrasen, Schlank- und Kleinseggenrieden und Feuchtwiesen. Das Gebiet wird von torfmoosreichen Moor- und Bruchwäldern mit Erle und Birken geprägt. In der Krautschicht siedeln u. a. Kleines Zweiblatt und Königsfarn. Zusammen mit Teilen des Naturschutzgebietes „Erweiterungsflächen Vogelmoor“ bildet es eines der größten zusammenhängenden Birken-Moorwaldkomplexe im südöstlichen niedersächsischen Tiefland. Im Süden des Schutzgebietes sind kleinflächig Eichenwälder auf Sandböden zu finden.
In waldfreien Bereichen ist teilweise hochmoortypische Vegetation mit Wollgras und Sonnentau erhalten. Außerdem sind Zweihäusige Segge, Drahtsegge und Weichwurz sowie Torfmoorschlenken mit Schnabelriedgesellschaften zu finden. In kleinflächig vorkommenden, verlandenden Torfstichen siedeln u. a. Seerose, Wasserschlauch und Zwergigelkolben. Auch Froschkraut kommt hier vor. Feuchte Heiden werden von Glockenheide geprägt. Der Kranich, der vor dem Ergreifen umfangreicher Schutzmaßnahmen in weiten Teilen Westdeutschlands als ausgestorben galt, hatte im Vogelmoor und der Umgebung eines seiner letzten Brutplätze.
Die Wälder, die über einen hohen Alt- und Totholzanteil verfügen, werden teilweise forstwirtschaftlich, Grünlandbereiche teilweise als Mähwiese und Extensivweide genutzt, teilweise liegen sie brach. Teilbereiche des Naturschutzgebietes werden zur Pflege mit Fjällrindern beweidet.
Das Gebiet entwässert über Gräben zur Kleinen Aller. Im Süden des Naturschutzgebietes befindet sich der Mühlenteich der ehemaligen Vogelmühle. Das Gelände wird heute als Gehöft genutzt. Das Naturschutzgebiet ist von landwirtschaftlichen Nutzflächen und Wäldern umgeben. Im Osten grenzt das Naturschutzgebiet in die Bundesstraße 248.